# Calheta (Madeira)
A Calheta é uma vila portuguesa sede da freguesia e do Município da Calheta, na ilha da Madeira, Região Autónoma da Madeira, município que tem 115,65 km² de área e 11 521 habitantes (2011), estando subdividido em 8 freguesias.
O município é limitado a noroeste pelo município do Porto Moniz, a nordeste por São Vicente e a este pela Ponta do Sol, sendo banhado pelo oceano Atlântico a sul e a oeste.

## Toponímia
Duas circunstâncias diferentes estão ligadas à origem do nome Calheta: a primeira relata a existência de uma pequena baía que tinha o nome atual; a segunda deve-se ao facto de a vila ter sido um local onde os impostos sobre o açúcar e madeiras eram recolhidos.

## História
O município da Calheta é o maior da Madeira em extensão. Foi a área escolhida por João Gonçalves Zarco, o descobridor da Madeira para fazer uma grande doação de terras ao seu filho João Gonçalves da Câmara e D. Beatriz Gonçalves.
A Calheta tornou-se vila 72 anos após a sua fundação, em 1 de julho de 1502, através de foral assinado pelo Rei D. Manuel I. Casa de nobres e cavaleiros, a região perpetua os seus nomes na toponímia local: Lombo do Doutor e Lombo do Atouguia.

### Freguesias

Freguesias do município da Calheta.

Segundo os censos de 2001, a população do município totalizava 11 946, distribuídas pelas oito freguesias da seguinte maneira:
1. Arco da Calheta: 3 241 hab.
2. Calheta: 3 105 hab.
3. Estreito da Calheta: 1 630 hab.
4. Fajã da Ovelha: 1 016 hab.
5. Jardim do Mar: 252 hab.
6. Paul do Mar: 885 hab.
7. Ponta do Pargo: 1 145 hab.
8. Prazeres: 672 hab.

Para efeitos estatísticos e administrativos, e para a diferenciar da vila homónima situada nos Açores, é costume designar-se a Calheta dos Açores como Vila da Calheta, enquanto a da Madeira é simplesmente conhecida como Calheta.

## Património
- Capela dos Reis Magos
- Centro das Artes - Casa das Mudas
- Igreja Matriz do Espírito Santo
- Igreja de São Francisco Xavier
- Capela de São Francisco Xavier
- Capela de Santo António dos Milagres
- Vestígios do Convento
- Quinta da Estrela - Casa da Família Pimenta
- Forno da Cal
- Capela de Nossa Senhora do Bom Sucesso
- Capela de São João Baptista ou Capela de São Pedro de Alcântara
- Capela de Jesus, Maria, José
- Capela de São José

## População
| Número de habitantes *                   | Número de habitantes * | Número de habitantes * | Número de habitantes * | Número de habitantes * | Número de habitantes * | Número de habitantes * | Número de habitantes * | Número de habitantes * | Número de habitantes * | Número de habitantes * | Número de habitantes * | Número de habitantes * | Número de habitantes * | Número de habitantes * | Número de habitantes * |
| ---------------------------------------- | ---------------------- | ---------------------- | ---------------------- | ---------------------- | ---------------------- | ---------------------- | ---------------------- | ---------------------- | ---------------------- | ---------------------- | ---------------------- | ---------------------- | ---------------------- | ---------------------- | ---------------------- |
| 1864                                     | 1878                   | 1890                   | 1900                   | 1911                   | 1920                   | 1930                   | 1940                   | 1950                   | 1960                   | 1970                   | 1981                   | 1991                   | 2001                   | 2011                   | 2021                   |
| 14 530                                   | 16 641                 | 17 010                 | 18 266                 | 20 357                 | 20 193                 | 21 990                 | 24 255                 | 24 078                 | 21 799                 | 15 505                 | 12 954                 | 13 005                 | 11 946                 | 11 521                 | 10 915                 |
| Número de habitantes por Grupo Etário ** |                        |                        |                        |                        |                        |                        |                        |                        |                        |                        |                        |                        |                        |                        |                        |
|                                          |                        |                        | 1900                   | 1911                   | 1920                   | 1930                   | 1940                   | 1950                   | 1960                   | 1970                   | 1981                   | 1991                   | 2001                   | 2011                   | 2021                   |
| 0-14 Anos                                | 0-14 Anos              | 0-14 Anos              | 6 832                  | 7 666                  | 7 011                  | 7 702                  | 9 231                  | 8 175                  | 7 125                  | 4 850                  | S/ dados               | 3 092                  | 2 067                  | 1 715                  | 1 279                  |
| 15-24 Anos                               | 15-24 Anos             | 15-24 Anos             | 2 887                  | 3 539                  | 3 829                  | 4 441                  | 4 140                  | 4 802                  | 3 644                  | 2 220                  | S/ dados               | 1 980                  | 1 735                  | 1 269                  | 1 142                  |
| 25-64 Anos                               | 25-64 Anos             | 25-64 Anos             | 7 281                  | 7 504                  | 7 601                  | 8 364                  | 8 651                  | 8 680                  | 9 108                  | 6 395                  | S/ dados               | 5 462                  | 5 613                  | 5 957                  | 5 726                  |
| = ou > 65 Anos                           | = ou > 65 Anos         | = ou > 65 Anos         | 1 219                  | 1 305                  | 1 285                  | 1 435                  | 1 950                  | 1 913                  | 1 922                  | 2 040                  | S/ dados               | 2 471                  | 2 531                  | 2 580                  | 2 768                  |

- Número de habitantes "residentes", ou seja, que tinham a residência oficial neste concelho à data em que os censos  se realizaram.

- - De 1900 a 1950 os dados referem-se à população "de facto", ou seja, que estava presente no concelho à data em que os censos se realizaram. Daí que se registem algumas diferenças relativamente à designada população residente)

## Política

### Eleições autárquicas

#### Câmara Municipal[5][6]
| Data | %       | V       | %      | V      | %      | V      | %    | V    | %       | V       | %              | V      | %              | V   | %      | V      | %   | V   | %   | V   | Participação |                |
| Data | PPD/PSD | PPD/PSD | CDS-PP | CDS-PP | PS     | PS     | GDUP | GDUP | APU/CDU | APU/CDU | UDP/BE         | UDP/BE | PSN            | PSN | CDS/PS | CDS/PS | MPT | MPT | PTP | PTP | Participação |                |
| ---- | ------- | ------- | ------ | ------ | ------ | ------ | ---- | ---- | ------- | ------- | -------------- | ------ | -------------- | --- | ------ | ------ | --- | --- | --- | --- | ------------ | -------------- |
| Data | 1976    | 61,19   | 4      | 28,18  | 1      | 6,70   | -    | 0,92 | -       |         |                |        |                |     |        |        |     |     |     |     |              | 61,02 / 100,00 |
| 1979 | 76,67   | 4       | 16,74  | 1      | 3,22   | -      |      |      | 0,72    | -       | 0,56           | -      | 82,94 / 100,00 |     |        |        |     |     |     |     |              |                |
| 1982 | 65,57   | 4       | 21,57  | 1      | 6,03   | -      | 2,13 | -    | 1,39    | -       | 74,27 / 100,00 |        |                |     |        |        |     |     |     |     |              |                |
| 1985 | 67,71   | 4       | 16,07  | 1      | 11,39  | -      | 1,31 | -    | 0,56    | -       | 62,41 / 100,00 |        |                |     |        |        |     |     |     |     |              |                |
| 1989 | 53,83   | 3       | 31,10  | 2      | 11,72  | -      | 0,46 | -    | 0,38    | -       | 63,56 / 100,00 |        |                |     |        |        |     |     |     |     |              |                |
| 1993 | 51,57   | 3       | 36,49  | 2      | 7,98   | -      | 1,44 | -    | 0,28    | -       | 0,08           | -      | 65,90 / 100,00 |     |        |        |     |     |     |     |              |                |
| 1997 | 58,55   | 4       | 37,74  | 3      |        |        | 0,54 | -    | 0,81    | -       |                |        | 66,13 / 100,00 |     |        |        |     |     |     |     |              |                |
| 2001 | 64,99   | 5       | CDS/PS | CDS/PS | CDS/PS | CDS/PS | 1,09 | -    | 1,35    | -       | 29,51          | 2      | 65,64 / 100,00 |     |        |        |     |     |     |     |              |                |
| 2005 | 63,39   | 5       | 24,56  | 2      | 7,17   | -      | 1,13 | -    | 0,91    | -       |                |        | 64,83 / 100,00 |     |        |        |     |     |     |     |              |                |
| 2009 | 64,13   | 6       | 20,00  | 1      | 10,58  | -      | 1,03 | -    | 0,93    | -       | 0,78           | -      | 57,31 / 100,00 |     |        |        |     |     |     |     |              |                |
| 2013 | 58,54   | 5       | 25,99  | 2      | 8,05   | -      | 3,36 | -    |         |         |                |        | 52,95 / 100,00 |     |        |        |     |     |     |     |              |                |
| 2017 | 65,45   | 5       | 16,04  | 1      | 13,16  | 1      | 1,28 | -    | 1,28    | -       | 55,51 / 100,00 |        |                |     |        |        |     |     |     |     |              |                |
| 2021 | 71,60   | 6       | 11,62  | -      | 12,34  | 1      | 0,96 | -    | 0,77    | -       | 57,18 / 100,00 |        |                |     |        |        |     |     |     |     |              |                |

#### Assembleia Municipal[7][8][9][10]
| Data | %       | V       | %      | V      | %      | V      | %       | V       | %              | V      | %              | V      | %              | V   | Participação |                |
| Data | PPD/PSD | PPD/PSD | CDS-PP | CDS-PP | PS     | PS     | APU/CDU | APU/CDU | UDP/BE         | UDP/BE | CDS/PS         | CDS/PS | PTP            | PTP | Participação |                |
| ---- | ------- | ------- | ------ | ------ | ------ | ------ | ------- | ------- | -------------- | ------ | -------------- | ------ | -------------- | --- | ------------ | -------------- |
| Data | 1976    | 61,31   | 6      | 29,82  | 3      | 5,78   | -       |         |                |        |                |        |                |     |              | 61,97 / 100,00 |
| 1979 | 76,34   | 20      | 16,75  | 4      | 4,23   | 1      | 0,60    | -       | 82,91 / 100,00 |        |                |        |                |     |              |                |
| 1982 | 66,42   | 18      | 22,19  | 6      | 6,72   | 1      | 2,27    | -       | 74,16 / 100,00 |        |                |        |                |     |              |                |
| 1985 | 72,13   | 12      | 16,38  | 2      | 8,20   | 1      | 1,36    | -       | 62,41 / 100,00 |        |                |        |                |     |              |                |
| 1989 | 54,31   | 9       | 30,97  | 5      | 11,36  | 1      | 0,79    | -       | 63,55 / 100,00 |        |                |        |                |     |              |                |
| 1993 | 52,45   | 12      | 35,20  | 6      | 8,56   | 1      | 1,40    | -       | 65,90 / 100,00 |        |                |        |                |     |              |                |
| 1997 | 58,71   | 13      | 37,03  | 8      |        |        | 0,91    | -       | 0,91           | -      | 66,13 / 100,00 |        |                |     |              |                |
| 2001 | 62,49   | 14      | CDS/PS | CDS/PS | CDS/PS | CDS/PS | 1,16    | -       | 1,53           | -      | 31,40          | 7      | 65,64 / 100,00 |     |              |                |
| 2005 | 62,34   | 14      | 25,29  | 6      | 7,52   | 1      | 1,20    | -       | 1,08           | -      |                |        | 64,83 / 100,00 |     |              |                |
| 2009 | 62,35   | 14      | 22,50  | 5      | 9,55   | 2      | 1,32    | -       | 1,54           | -      | 57,33 / 100,00 |        |                |     |              |                |
| 2013 | 54,16   | 13      | 28,68  | 6      | 8,83   | 2      | 3,55    | -       |                |        | 52,95 / 100,00 |        |                |     |              |                |
| 2017 | 60,07   | 14      | 19,20  | 4      | 14,23  | 3      | 1,64    | -       | 1,37           | -      | 55,51 / 100,00 |        |                |     |              |                |
| 2021 | 65,90   | 14      | 14,45  | 3      | 14,25  | 3      | 1,14    | -       | 0,99           | -      | 57,16 / 100,00 |        |                |     |              |                |

## Personalidades Ilustres
- José Vicente de Freitas

## Galeria

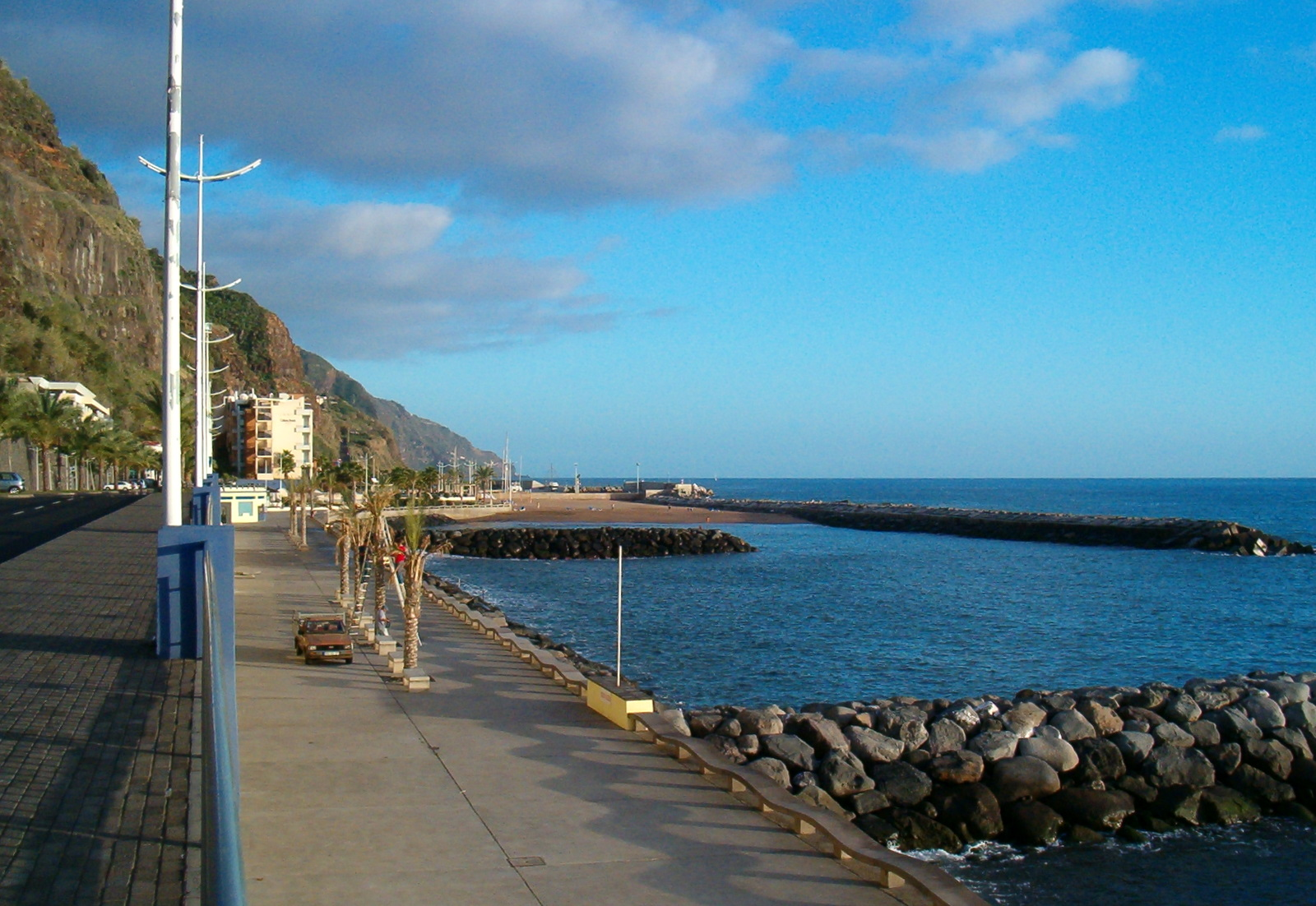
Vila da Calheta
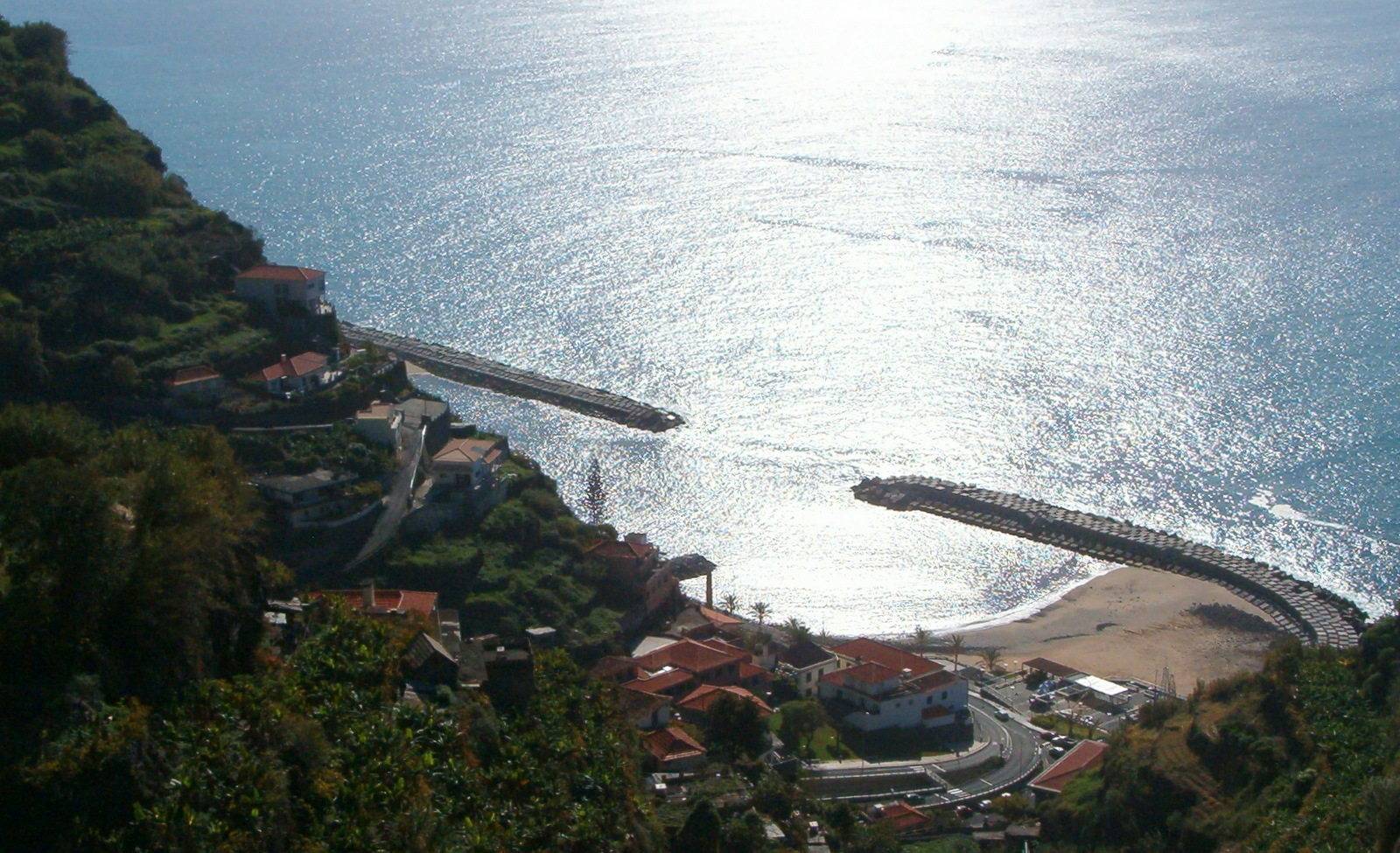
Vista panorâmica da vila da Calheta
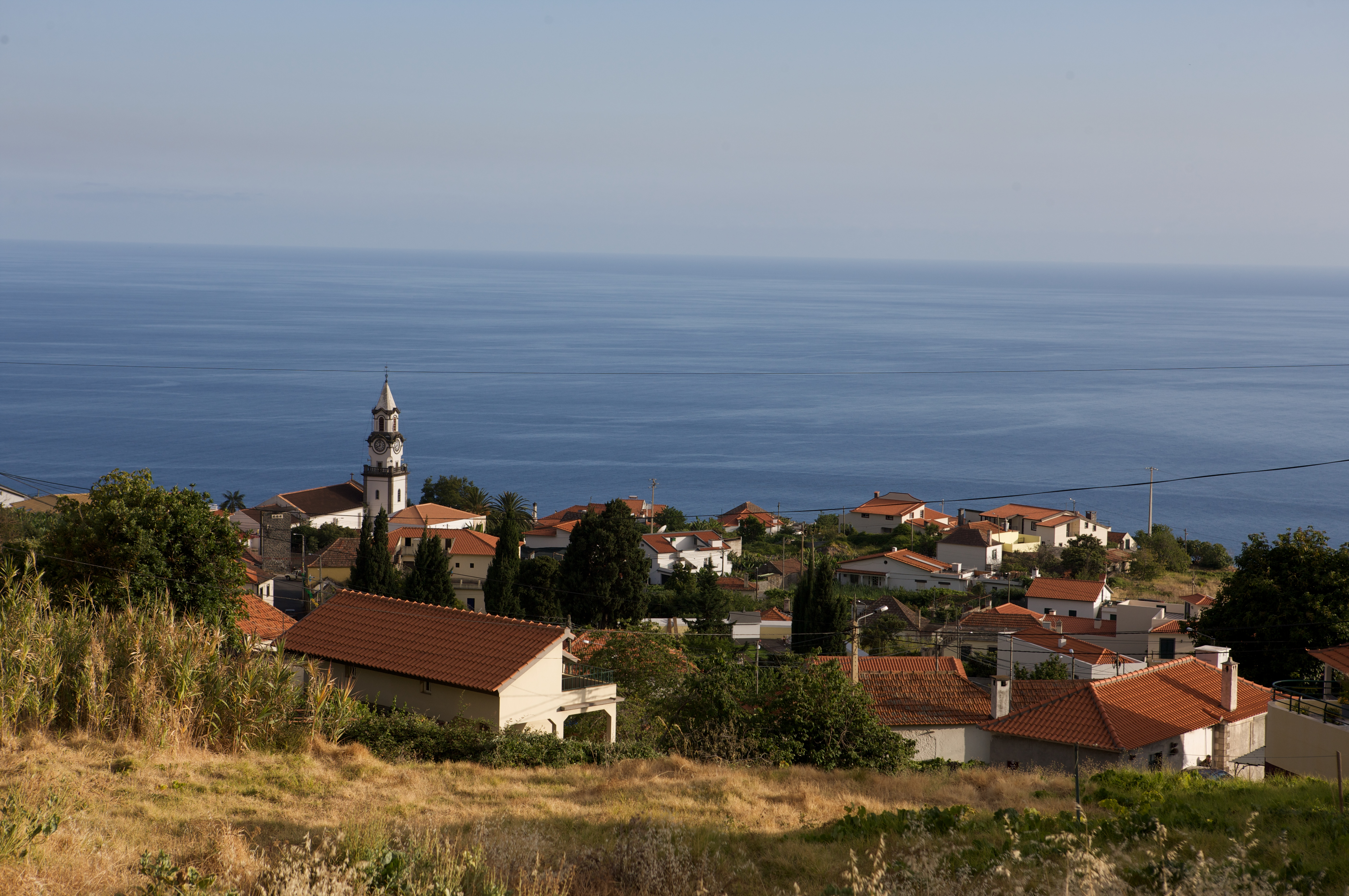
Arco da Calheta
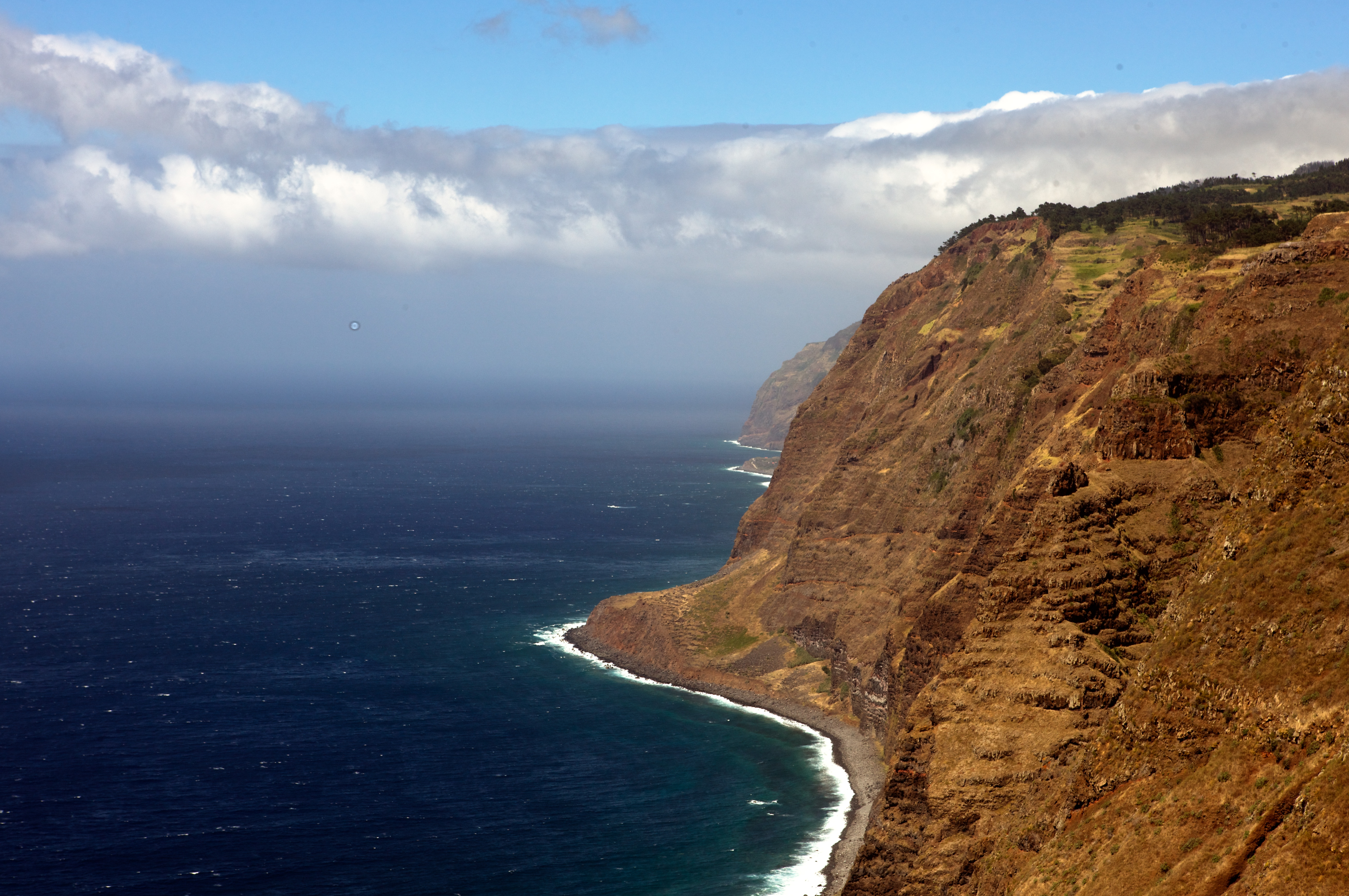
Ponta do Pargo
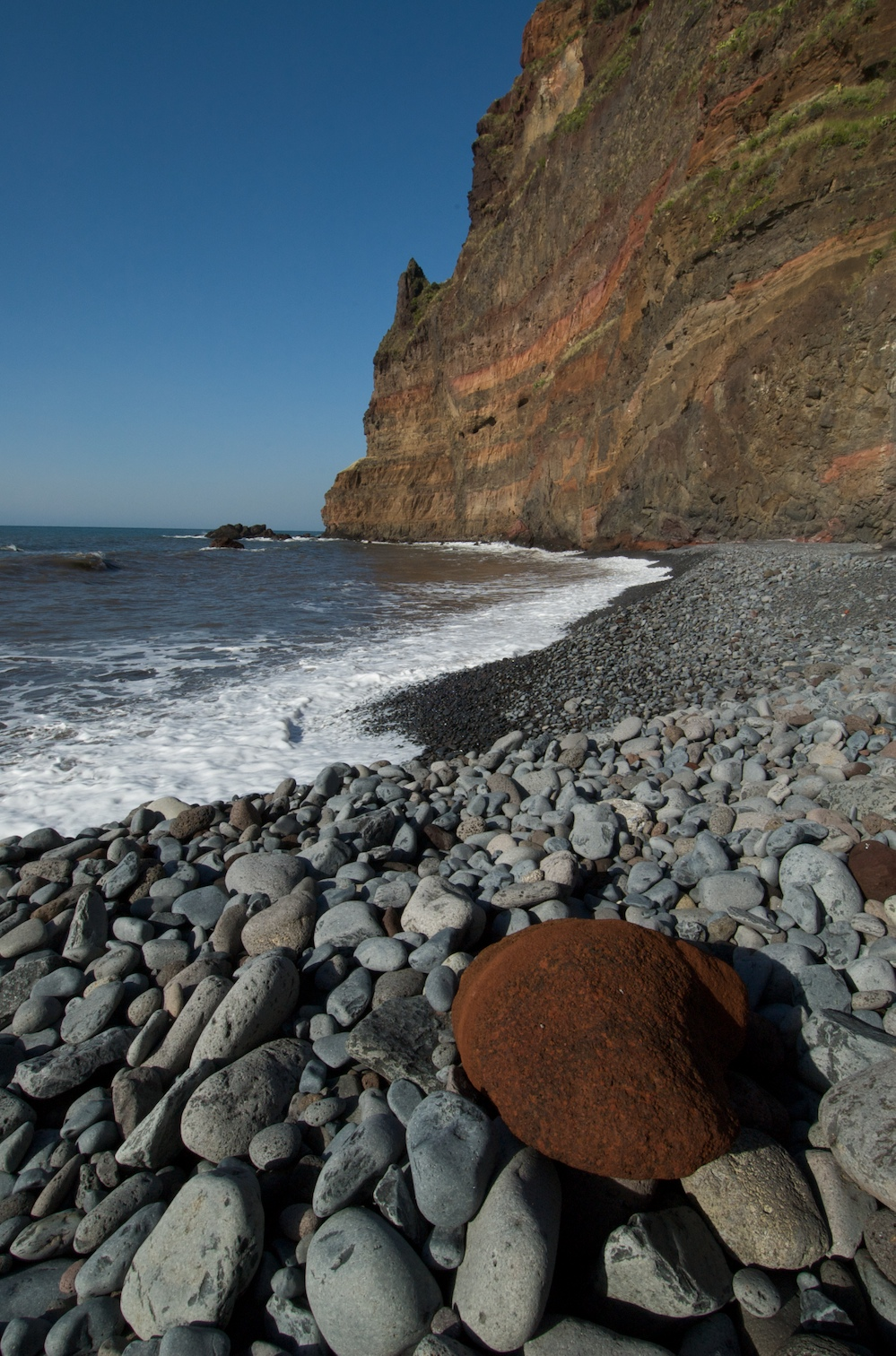
Jardim do Mar
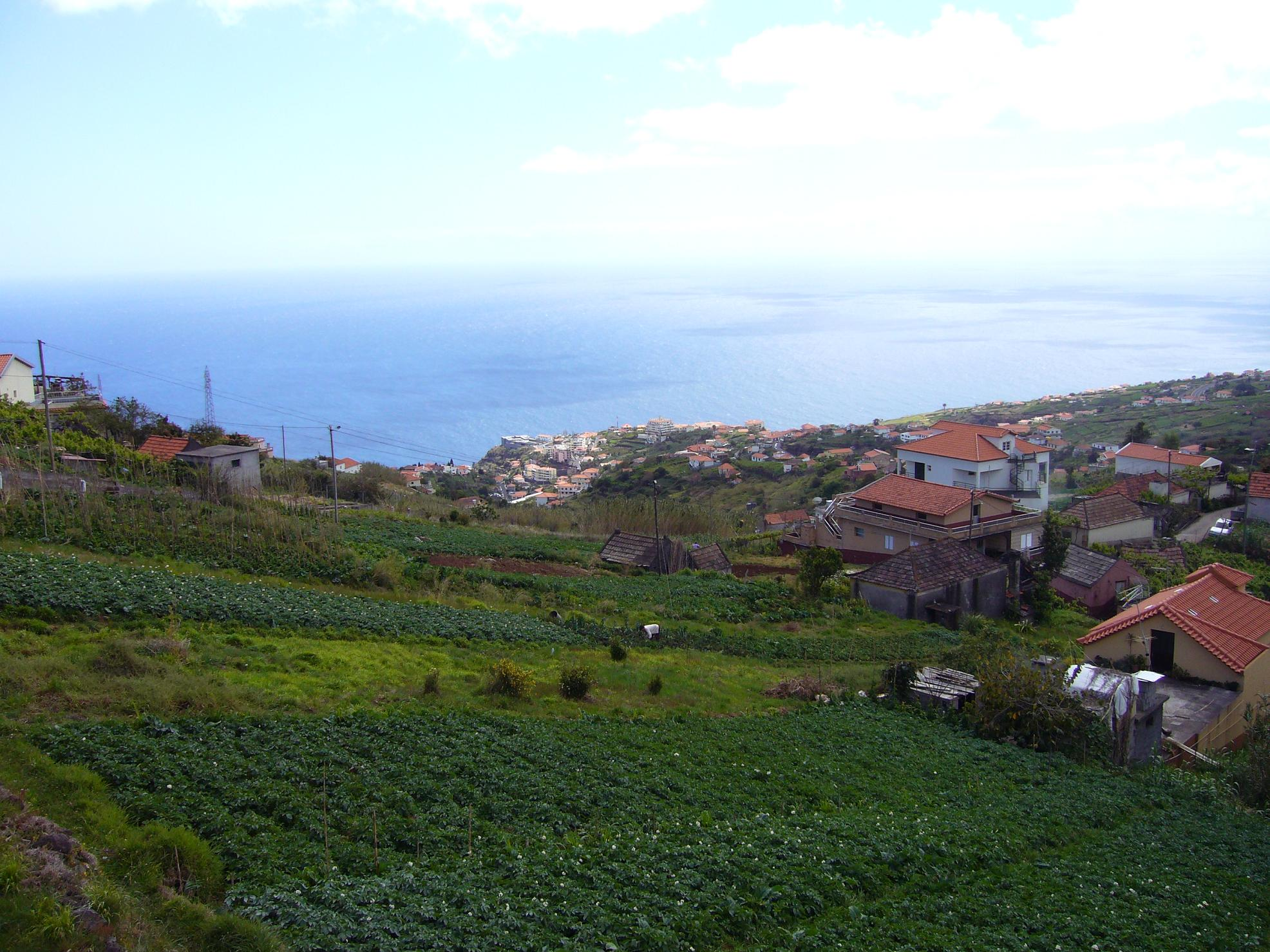
Campos agrícolas na Calheta
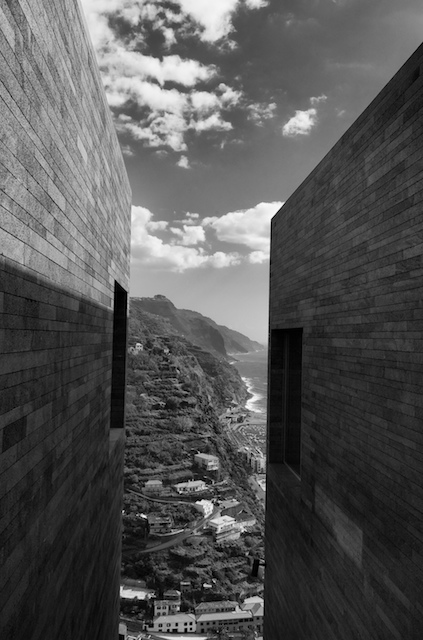
Centro das Artes - Casa das Mudas
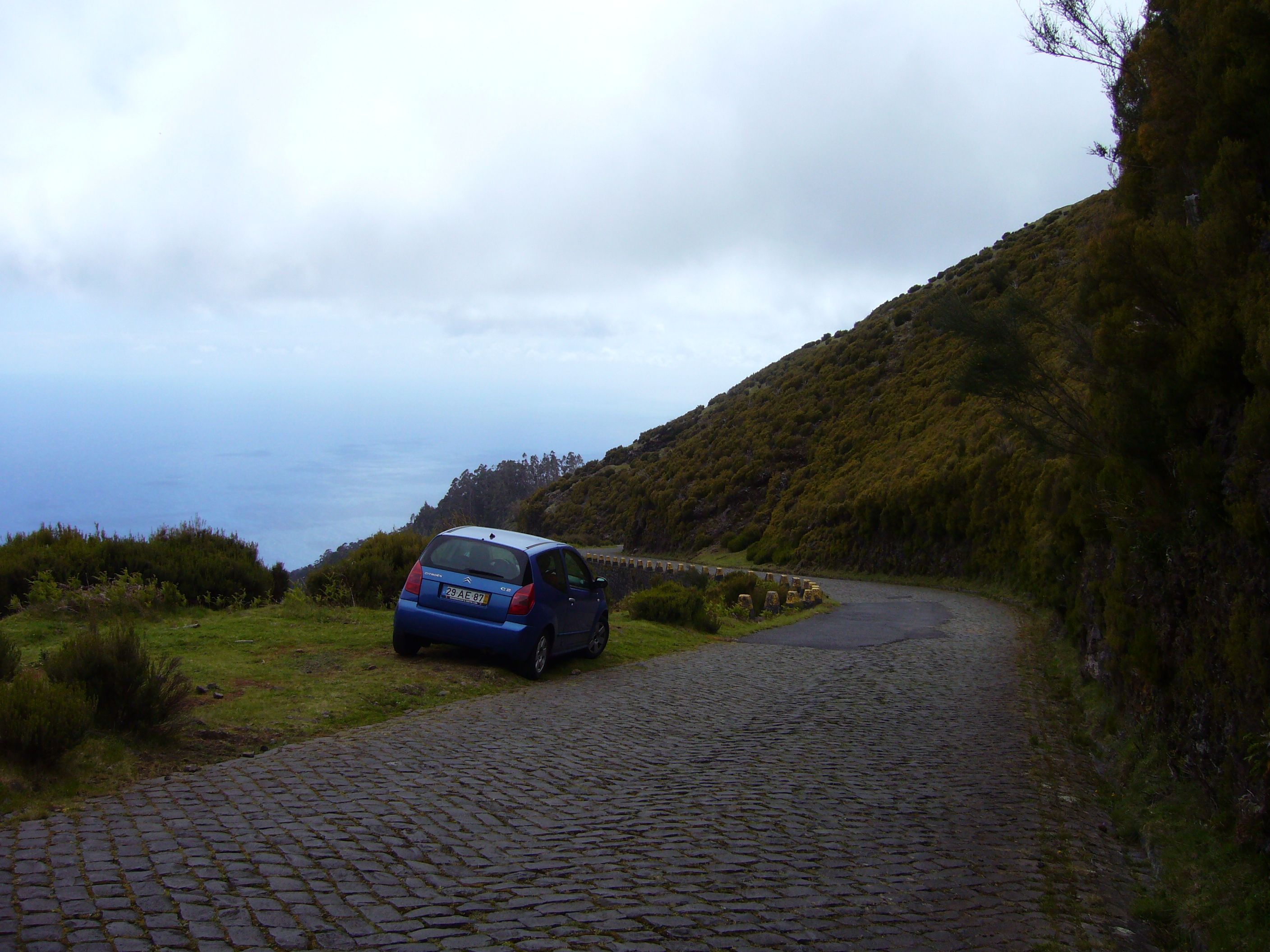
Estrada do Paul da Serra - Calheta